# جسر لوفالوا - بيكون (مترو باريس)
جسر لوفالوا - بيكون (بالفرنسية: Pont de Levallois – Bécon)‏ هي محطة مترو تابعة لمترو باريس تقع في فرنسا في لوفالوا-بيري.[بحاجة لمصدر]

## معرض صور

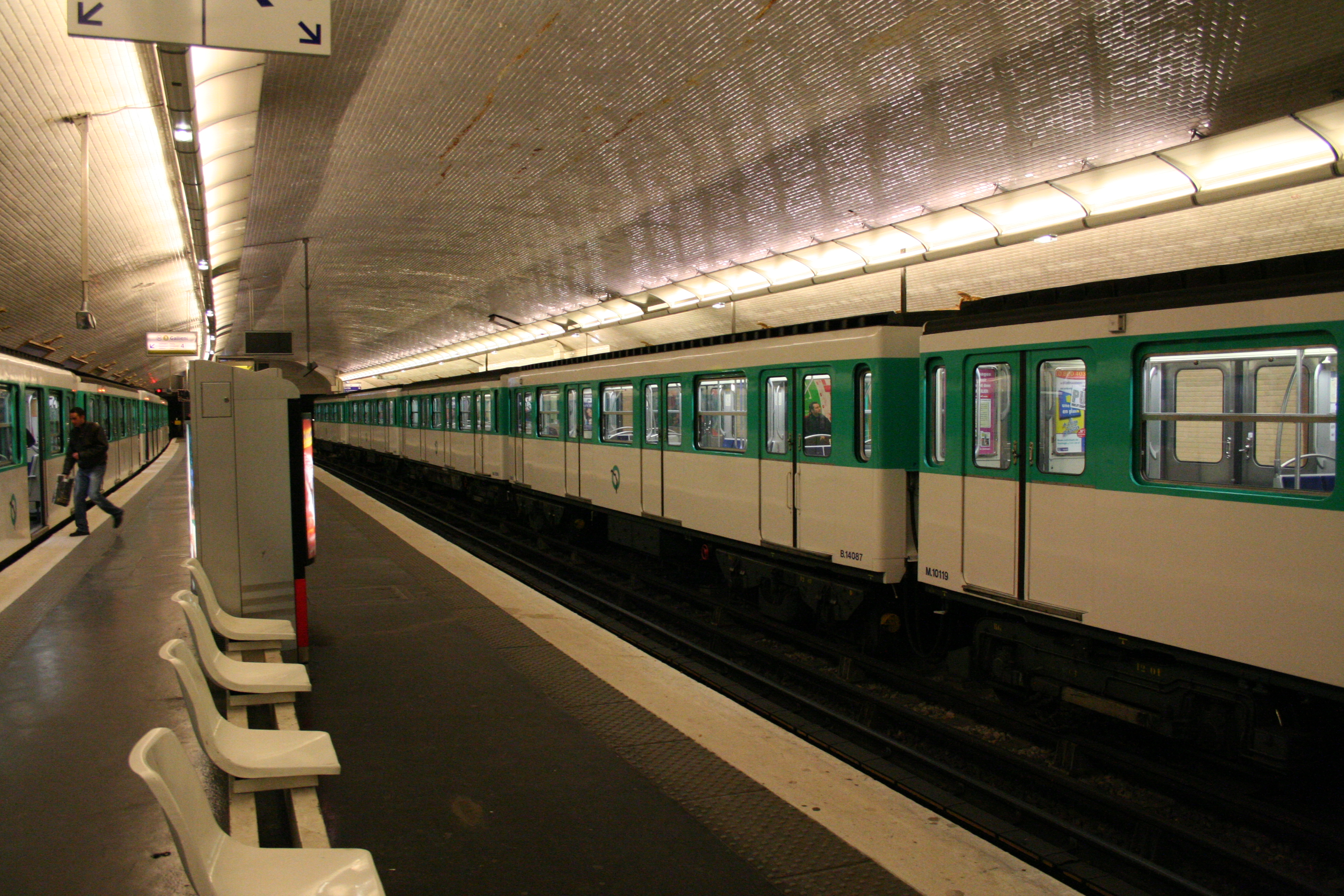
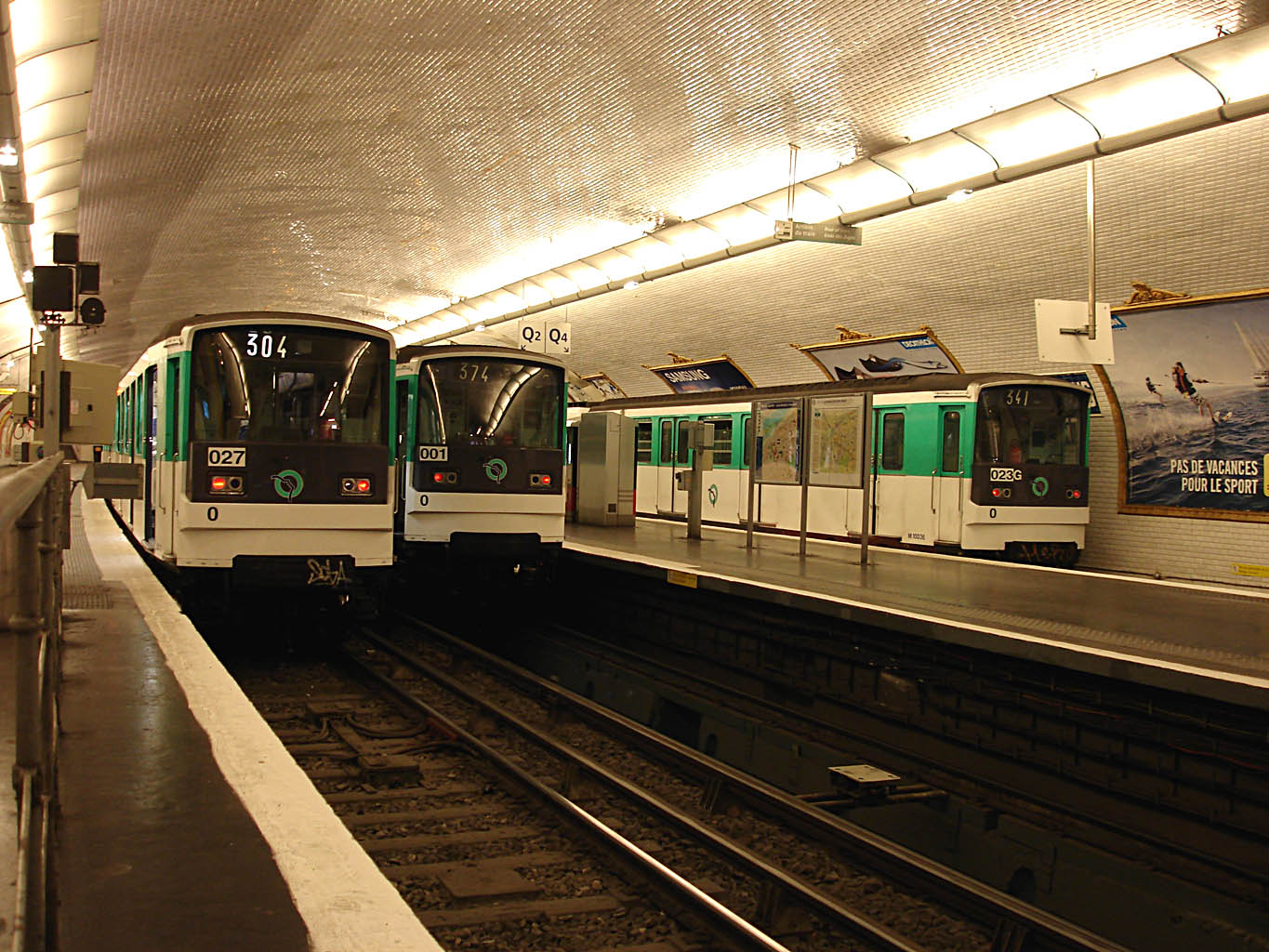